# Kristinn Hrafnsson
Kristinn Hrafnsson (Reykjavík, 25 giugno 1962) è un giornalista islandese, caporedattore di WikiLeaks dal 2018.

## Biografia
Nato e cresciuto a Reykjavík, ha conseguito una laurea in giornalismo e scienze politiche.
Giornalista investigativo di professione, ha condotto sul canale Stöð 2 il programma Kompás, dedicato alle inchieste sulla corruzione, chiuso nel 2009 dopo aver trasmesso un'inchiesta sui rapporti degli imprenditori Vincent e Robert Tchenguiz con Kaupthing Bank, la più grande banca islandese nazionalizzata in seguito alla crisi finanziaria del 2008. Fu assunto poco dopo dall'emittente radiotelevisiva nazionale Ríkisútvarpið, continuando ad indagare su Kaupthing Bank; nell'ambito di un'inchiesta giornalistica sul portafoglio di prestiti della banca nell'agosto 2009, Kaupthing Bank ha ottenuto un'ordinanza restrittiva che impedisse all'emittente radiotelevisiva di fare riferimenti al suo portafoglio prestiti, poi revocata pochi giorni dopo.
Nell'aprile 2010 ha iniziato a collaborare con WikiLeaks, con cui era entrato in contatto dopo aver trovato sul sito web dell'organizzazione fondata da Julian Assange il file PDF contenente il portafoglio dei prestiti di Kaupthing Bank. In questa veste ha contribuito al montaggio del video Collateral Murder, che ritraeva l'uccisione di alcuni civili iracheni ad opera di due elicotteri dell'esercito statunitense a Baghdad, e si è poi recato nella capitale irachena per intervistare i due bambini sopravvissuti all'attacco. Per il suo ruolo in WikiLeaks ha ottenuto il premio di Giornalista dell'anno 2010 da parte del sindacato giornalistico islandese Blaðamannafélag Íslands.
Dopo esser stato portavoce di WikiLeaks, nel 2018 ne è stato nominato caporedattore dallo stesso Assange, all'epoca impossibilitato ad accedere ad internet durante la sua permanenza nell'ambasciata dell'Ecuador a Londra.